# Partito per la Pace e lo Sviluppo
Il Partito per la Pace e lo Sviluppo (somalo: Xisbiga Nabadda Iyo Horumarka, inglese:Peace and Development Party, PDP) è un partito politico socialdemocratico in Somalia.
Il PDP è stato fondato nel 2011 da Hassan Sheikh Mohamud, che successivamente è stato Presidente della Repubblica dal 2012 al 2017. Il PDP è il primo partito politico nato dopo la guerra civile del '92. Il 17-18 aprile 2011, i 155 membri del PDP hanno eletto all'unanimità Hassan Sheikh Mohamud come loro Segretario del Partito per i successivi tre anni.
La leadership del partito ha stretti legami con Al-Islah, il ramo somalo dei Fratelli Musulmani.